# Shane Meadows
Shane Meadows (Staffordshire, 26 de dezembro de 1972) é um diretor de cinema, roteirista e ator ocasional inglês. Ele é considerado uma das estrelas em ascensão do cinema britânico.

## Filmografia
- Le Donk & Scor-zay-zee (2009)[1][2][3]
- Somers Town (2008)[4]
- This Is England (2006)[5][6][7][8]
- Dead Man's Shoes (2004)[9][10]
- Once Upon a Time in the Midlands (2002)
- A Room for Romeo Brass (1999)[11]
- Twenty Four Seven (1997)
- Small Time (1996)